# Nijmeegse stadsnomaden
De Nijmeegse Stadsnomaden is een alternatief woonproject en woongroep in de gemeente Nijmegen.

## Woonvorm
Het woonproject wordt bestierd door een tiental bewoners die veelal in pipowagens en schaftketen wonen. Daarnaast leven zij off-grid, wat betekent dat zij niet aangesloten zijn op nutsvoorzieningen. Elektriciteit wordt opgewekt met zonnepanelen en opgeslagen in accu's. Voor de zuivering van het afvalwater wordt gebruik gemaakt van een mobiele helofytenfilter. Op deze wijze is het woonproject een experiment met zowel flexibel als ecologisch wonen. Het organiseren van evenementen en workshops vormt eveneens een integraal onderdeel van het woonproject.
 Een groepje jonge mensen mag op deze plek hun eigen manier van wonen gestalten geven: duurzaam, ecologisch, flexibel en mobiel. 

## Geschiedenis
In 2016 werd het project opgenomen in de Nijmeegse Woonvisie 2015-2020: Samen Werken aan Goed Wonen en verkreeg hiermee een legale status. Het project de Nijmeegse Stadsnomaden verschilt hierin van andere stadsnomaden, die doorgaans in de (semi-)illegaliteit verblijven.
Sinds 2017 huren de Nijmeegse Stadsnomaden op tijdelijke basis grond van de gemeente Nijmegen. Dit zijn veelal te ontwikkelen gebieden waarbij zij worden ingezet ter bevordering van de leefbaarheid.
Na enkele jaren in de wijk Brakkenstein en stadsdeel Lent te hebben gestaan verblijft de groep sinds 2021 in stadsdeel Dukenburg.